# Der Obelisk (Bykau)

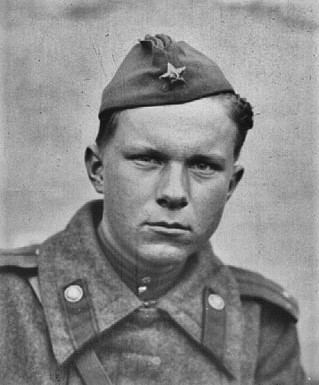
Wassil Bykau im Jahr 1944

Der Obelisk (belarussisch Абеліск Abelisk, russisch Обелиск Obelisk) ist eine Novelle des belarussischen Schriftstellers Wassil Bykau aus dem Jahr 1971. Galina Kurenewa übertrug den Text 1973 ins Russische. Die Novelle wurde im selben Jahr im Heft 24 der zweimal im Monat in Moskau erscheinenden Roman-Zeitung abgedruckt. 1974 kam bei Mastazkaja litaratura – im belarussischen Staatsverlag für Belletristik in Minsk – der Text heraus.
1974 erhielt der Autor für seine beiden Novellen Der Obelisk und Durchhalten bis zum Morgen! den Staatspreis der UdSSR. Richard Wiktorows Verfilmung des Obelisken mit Jewgeni Karelskich als Ales Maros und Waleri Nossik als Journalist brachte das Moskauer Gorki-Film-Studio 1976 in die Kinos.

## Inhalt
Rahmenerzählung
Im Herbst 1962 im Nordwesten von Belarus: Der anonyme Ich-Erzähler, ein belarussischer Journalist aus einer nicht genannten Stadt, kommt im Dorf Sjalzo zur Beerdigung des Dorfschullehrers Pawel Iwanawitsch Miklaschewitsch, der nur um die fünfunddreißig Jahre alt geworden ist, zu spät. Der Journalist hatte Miklaschewitsch auf einer Lehrerkonferenz kennengelernt. Dort im Grodnoer Gebiet trifft der Journalist die Gäste auf dem Leichenschmaus gerade noch an. Peinlich – der Vorsitzende der Kreisvolksbildungsabteilung Ksjandsou, ein wortgewandter junger Natschalnik, weist den vermutlich angetrunkenen Kriegsveteranen Zimoch Zitawitsch Tkatschuk für seine unangebrachten Bemerkungen zurecht. Mit letzteren Einwürfen spielt der Veteran auf die Beschriftung des Sjalzoer mehr als mannsgroßen Obelisken an, der auf Initiative Miklaschewitschs zu Anfang der 1950er Jahre errichtet worden war. Tkatschuk, der im November 1939 in Auftrag des Volkskommissariats für Bildungswesen in Sjalzo angekommen war, hatte dort den beliebten Lehrer Ales Iwanawitsch Maros kennen- und schätzen gelernt. Tkatschuk äußert zu dem Denkmal, auf der Liste mit den Namen jener fünf damals 13- bis 18-jährigen Mitschüler Miklaschewitschs, die von den Deutschen 1942 gehängt wurden, sollte der später dilettantisch eingefügte Name ihres Lehrers Maros stehenbleiben.
In der Binnenerzählung (siehe unten) reist Tkatschuk mit dem Journalisten in Richtung Grodno zurück und begründet bei der Gelegenheit seine oben erwähnte Ansicht. Die beiden Reisenden treffen unterwegs noch einmal auf Ksjandsou. Auf die Streitfrage, ob auch der zusammen mit seinen Schülern gehängte Lehrer Maros zu den Helden des gewonnenen Krieges zähle, kann keiner der drei eine bündige Antwort geben.
Binnenerzählung
Drei Tage nach Ausbruch des Krieges stehen die Deutschen bereits in Sjalzo. Kein Rotarmist ist zu sehen. Als sich Tkatschuk mit ein paar Lehrern in Richtung Minsk durchschlagen will und die Stadt bereits besetzt sein soll, geht er nach Sjalzo zurück. Als er bei einem guten Bekannten anklopft, wird er abgewiesen. Tkatschuk trifft schließlich auf dreißig eingekesselte Soldaten, die unter Kavalleriemajor Selesnjow in den nächsten beiden Jahren im nahegelegenen Wald in den Wolfsgruben als Partisanen in Erdhütten hausen.
Tkatschuk ist enttäuscht, als er erfährt, dass Maros in Sjalzo unter den Deutschen freiwillig weiter unterrichtet. Als Tkatschuk im November 1941 von Selesnjow zur Erkundung nach Sjalzo geschickt wird, erkennt er, Maros ist ein Feind der Deutschen.
Der Belarusse Polizeimeister Chwedar Hahum traut Maros nicht. Hahums Razzia in Maros’ Klassenzimmer bringt kein Ergebnis. Hahum wütet an anderen Stelle; spürt verwundete sowjetische Kommandeure auf, bringt sie mit seinen Untergeben um und brennt den Hof eines mit den Partisanen sympathisierenden Bauern nieder. Dabei kommen die Angehörigen des Bauern ums Leben. Hahum quält Juden. Wegen solcher Gräueltaten hassen ihn Miklaschewitsch und seine fünf Schulfreunde – allesamt Schüler Maros’. Ohne Wissen ihres Lehrers Maros wollen sie sich rächen; sägen im April 1942 die Sjalzoer Holzbrücke an, die Hahum mit einem deutschen Auto gewöhnlich befährt. Ein Deutscher wird bei dem darauf folgenden Einsturz der Brücke von jenem Auto erdrückt. Einer der flüchtenden Jugendlichen wird von einem Polizisten gesehen. Die sechs Jungen werden verhaftet. Maros wird in letzter Minute gewarnt, kann zu den Partisanen fliehen und wird in deren Reihen aufgenommen.
Die Partisanen erhalten eine Nachricht. Die sechs Jungen, die geschlagen und gefoltert werden, sollen freigelassen werden, falls Maros sich stellt. Der Lehrer geht nach Sjalzo zurück. Alle sechs werden zusammen mit ihrem Lehrer zur Hinrichtung geführt. Auf dem Wege flieht Miklaschewitsch, durch Maros ermuntert. Ein Schuss verwundet Miklaschewitsch schwer. Hahum hält den Jungen für tot und lässt ihn liegen. Miklaschewitsch überlebt als einziger der sieben Sjalzoer.

## Rezeption
Lola Debüser geht im Mai 1975 Wassil Bykaus Vorliebe für das Verfassen von Partisanengeschichten nach. Der Autor war nie Partisan, sondern während des Krieges Frontoffizier. Warum also die Hinwendung zu den Partisanen? Die Antwort lautet: Während der Soldat an der Front zuallererst den Befehl des Vorgesetzten ausführen musste, war der Partisan in Belarus 1941–1944 – versprengt beziehungsweise eingekesselt – des Öfteren auf sich gestellt. So auch Maros, der gegen den Willen seines Kommandeurs Selesnjow und ohne Abstimmung mit Tkatschuk, dem Kommissar der Sjalzoer Partisanen, gleichsam klammheimlich zurück nach Sjalzo und somit in den sicheren Tod geht. Maros – nach Ansicht Ales Adamowitschs ähnlich wie Janusz Korczak – will seine jungen Schutzbefohlenen auf ihrem schweren letzten Weg begleiten. Maros muntert die sechs Schüler auf und wird von den Deutschen mit gehängt. Somit gilt Maros heute als Kriegsheld, obwohl er keinen einzigen Feind getötet hat. Somit ist für uns Heutige auch der Streit zwischen den beiden Schulinspektoren Ksjandsou und Tkatschuk entschieden. Tkatschuk ist im Recht und Ksjandsou denkt kleinkariert.

## Deutschsprachige Ausgaben
- Der Obelisk. Aus dem Belorussischen von Norbert Randow, Gundula und Wladimir Tschepego. S. 173–266 in Wassil Bykau: Novellen. Band 2. Mit einem Nachwort von Lola Debüser. Verlag Volk und Welt. Berlin 1976 (1. Aufl., verwendete Ausgabe)
- Der Obelisk. Sein Bataillon. Novellen. Verlag Volk und Welt. Berlin 1980 (1. Aufl.)

## Anmerkung
1. ↑  Wassil Bykau meint mit dem Wort Polizei in jeder seiner weißrussischen Partisanengeschichten aus dem Jahr 1942 die von den deutschen Besatzern installierte weißrussische Polizei. Letztere rekrutierte sich seinerzeit aus Feinden der Sowjetmacht.